# Guiorgui Chjeidze
Guiorgui Chjeidze (en georgiano: გიორგი ჩხეიძე, Riqe, 30 de octubre de 1997) es un deportista georgiano que compite en halterofilia.
Ganó una medalla de plata en el Campeonato Mundial de Halterofilia de 2022 y dos medallas de plata en el Campeonato Europeo de Halterofilia, en los años 2022 y 2023.

## Palmarés internacional
| Campeonato Mundial | Campeonato Mundial | Campeonato Mundial | Campeonato Mundial |
| Año                | Lugar              | Medalla            | Categoría          |
| ------------------ | ------------------ | ------------------ | ------------------ |
| 2022               | Bogotá (Colombia)  | Medalla de plata   | 109 kg             |
| Campeonato Europeo |                    |                    |                    |
| Año                | Lugar              | Medalla            | Categoría          |
| 2022               | Tirana (Albania)   | Medalla de plata   | 109 kg             |
| 2023               | Ereván (Armenia)   | Medalla de plata   | 109 kg             |